# Ајзенков упитник личности
Ајзенков упитник личности (енгл. Eysenck Personality Questionnaire) је упитник за процену особина личности особе. Осмислили су га психолози Ханс Јирген Ајзенк и Сибил Б. Г. Ајзенк.
Теорија Ханса Ајзенка заснива се првенствено на физиологији и генетици. Иако је био бихевиориста који је научене навике сматрао од велике важности, веровао је да су разлике личности одређене генетским наслеђем. Њега, дакле, првенствено занима темперамент. У осмишљавању теорије засноване на темпераменту, Ајзенк није искључио могућност да се неки аспекти личности науче, али је препустио разматрање ових других истраживача.

## Димензије
Ајзенк је у почетку концептуализовао личност као две биолошки засноване независне димензије темперамента, Е (Екстраверзија) и Н (Неуротицизам), мерене на континууму, али је затим теорију проширио на трећу, П (Психотицизам).

### Екстраверзија
Екстраверта карактерише то што је дружељубив, причљив, са високим позитивним афектима (добро се осећа) и потребна му је спољна стимулација. Према Ајзенковој теорији узбуђења код екстраверзије, постоји оптималан ниво кортикалног узбуђења, а перформансе се погоршавају како особа постаје више или мање узбуђена од овог оптималног нивоа. Узбуђење се може мерити проводљивошћу коже, можданим таласима или знојењем. На веома ниским и веома високим нивоима узбуђења, перформансе су ниске, али на бољем средњем нивоу узбуђења, перформансе су максимизиране. Екстраверти су, према Ајзенковој теорији, хронично недовољно узбуђени и досадно им је и стога им је потребна спољна стимулација да би их довела до оптималног нивоа перформанси. Око 16 процената становништва има тенденцију да падне у овај распон. Интроверти, с друге стране, (такође око 16 процената популације) су хронично преузбуђени и нервозни и стога им је потребан мир и тишина да би их свело на оптималан ниво перформанси. Већина људи (око 68 процената становништва) спада у средњи опсег континуума екстраверзије/интроверзије, области која се назива амбиверзија.

### Неуротицизам
Неуротицизам или емоционалност карактеришу високи нивои негативних афекта као што су депресија и анксиозност. Неуротицизам, према Ајзенковој теорији, заснива се на праговима активације у симпатичком нервном систему или висцералном мозгу. Ово је део мозга који је одговоран за одговор „бори се или бежи“ у случају опасности. Активација се може мерити пулсом, крвним притиском, хладним рукама, знојењем и напетошћу мишића (нарочито на челу). Неуротични људи — који имају низак праг активације и нису у стању да инхибирају или контролишу своје емоционалне реакције, доживљавају негативан утицај (бори се или бежи) суочени са веома малим стресорима — лако су нервозни или узнемирени. Емоционално стабилни људи — који имају високе прагове активације и добру емоционалну контролу, доживљавају негативан утицај само у случају веома великих стресора — мирни су и прибрани под притиском.
Две димензије или осе, екстраверзија-интроверзија и емоционална стабилност-нестабилност, дефинишу четири квадранта. Оне се састоје од:
- Стабилни екстраверти (сангвиничке особине као што су дружељубивост, причљивост, осетљивост, лагодност, живахност, безбрижност, вођство)
- Нестабилни екстраверти (колеричне особине као што су осетљивост, немирност, узбуђеност, променљивост, импулсивност, неодговорност)
- Стабилни интроверти (флегматичне особине као што су смиреност, уједначеност, поузданост, контролисаност, мирољубивост, промишљеност, пажљивост, пасивност)
- Нестабилни интроверти (меланхолични квалитети као што су резервисаност, песимистичност, трезвеност, крутост, анксиозност, ћудљивост)[3]

Даља истраживања су показала потребу за трећом категоријом темперамента:

### Психотицизам
Психотицизам је повезан не само са склоношћу до психотичне епизоде (или раскида са стварношћу), већ и са агресијом. Психотично понашање је укорењено у карактеристикама тврдоглавости, неприлагођености, безобзирности, непромишљености, непријатељства, беса и импулсивности. Физиолошка основа коју је Ајзенк предложио за психотицизам је тестостерон, са вишим нивоима психотицизма који су повезани са вишим нивоима тестостерона.
| Екстраверзија         | Неуротицизам             | Психотицизам           |
| --------------------- | ------------------------ | ---------------------- |
| Социјабилност         | Анксиозност              | Агресивност            |
| Неодговорност         | Депресивност             | Асертивност            |
| Доминантност          | Осећај кривице           | Егоцентричност         |
| Недостатак рефлексије | Ниско самопоуздање       | Безосећајност          |
| Тражење сензација     | Напетост                 | Манипулативност        |
| Импулсивност          | Променљивост расположења | Оријентисаност ка циљу |
| Преузимање ризика     | Хипохондрија             | Догматичност           |
| Експресивност         | Мањак аутономије         | Маскулиност            |
| Активност             | Опсесивност              | Тврдоглавост           |

### Социјално пожељни одговори
Иако су прве 3 скале биле предвиђене на биолошки заснованој теорији личности, четврта скала није теоријски прецизирана у истој мери, али се сматрало да је концептуално јака у мери у којој би демонстрирала исти степен сличности мерења међу културама.

## Критике
Од поновне евалуације Ајзенковог рада у 21. веку, усред открића о фабриковању података или превари које је починио Ајзенк, Ајзенков упитник личности је и сам био под лупом као потенцијално пристрасан, погрешан или заснован на погрешним подацима.

## Верзије
Године 1985. описана је ревидирана верзија ЕПК-а — ЕПК-Р — са публикацијом у часопису Personality and Individual Differences. Ова верзија има 100 да/не питања у својој пуној верзији и 48 да/не питања у својој краткој верзији. Различити приступ мерењу личности који је развио Ајзенк, који прави разлику између различитих аспеката ових особина, је Eysenck Personality Profiler.